# Günter Kochan

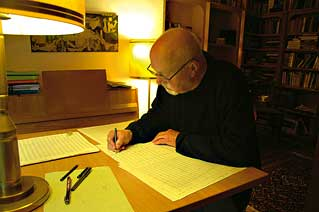
Günter Kochan

Günter Kochan (* 2. Oktober 1930 in Luckau; † 22. Februar 2009 in Neuruppin) war ein deutscher Komponist. Er lernte bei Boris Blacher und war Meisterschüler für Komposition bei Hanns Eisler. Von 1967 bis zu seiner Emeritierung 1991 wirkte er als Professor für Tonsatz und Komposition an der Hochschule für Musik „Hanns Eisler“ Berlin. Er leitete Meisterklassen für Komposition an der Musikhochschule und der Deutschen Akademie der Künste in Berlin. Zudem war er von 1972 bis 1974 Sekretär der Sektion Musik der Akademie der Künste und von 1977 bis 1982 Vizepräsident des Verbandes der Komponisten und Musikwissenschaftler der DDR. Kochan gehört zu den elf Preisträgern, die viermal mit dem Nationalpreis der DDR ausgezeichnet wurden. Darüber hinaus erhielt er Kompositionspreise in den Vereinigten Staaten und Osteuropa. Er wurde insbesondere durch seine Sinfonien sowie die Kantate Die Asche von Birkenau (1965) und seine Musik für Orchester Nr. 2 (1987) international bekannt. Sein vielseitiges Œuvre umfasste Orchesterwerke, Kammermusik, Chorwerke, Massenlieder und Filmmusik und siedelt sich zwischen Sozialistischem Realismus und Avantgarde an.
Die heutigen Störtebeker-Festspiele auf der Insel Rügen begannen ursprünglich 1959 in der Fassung von Kurt Barthel mit der von Günter Kochan geschriebenen Musik.

## Leben

### Herkunft und Studium
Günter Kochan wurde 1930 in einer Angestelltenfamilie im niederlausitzischen Luckau geboren. Seinen ersten Klavierunterricht erhielt er mit sieben Jahren bei der örtlichen Klavierlehrerin Elfriede Sommer. Aufgrund seines musikalischen Talents besuchte er ab September 1944 das 1941 neugegründete Musische Gymnasium in Leipzig. Zu seinen Mitschülern gehörten seine späteren Musikerkollegen Saschko Gawriloff, Eberhard Grünenthal, Siegfried Kurz und Siegfried Stöckigt. Nach der Schließung des Musischen Gymnasiums 1945 wechselte er an die Oberschule Luckau in seine Heimatstadt.
Seine Klavierlehrerin vermittelte ihn 1946 über den Komponisten und Musikpädagogen Siegfried Borris zur Aufnahmeprüfung an die Hochschule für Musik Berlin-Charlottenburg. Nach bestandener Prüfung verzichtete er auf die Ablegung des Abiturs und begann ein Musikstudium in den Hauptfächern Komposition bei Konrad Friedrich Noetel (Schüler von Paul Hindemith) und Hermann Wunsch (Schüler von Franz Schreker) und Klavier bei Maria Petersen. Den bis dato wichtigsten kompositorischen Einfluss übte auf ihn sein Kontrapunktlehrer Boris Blacher aus.

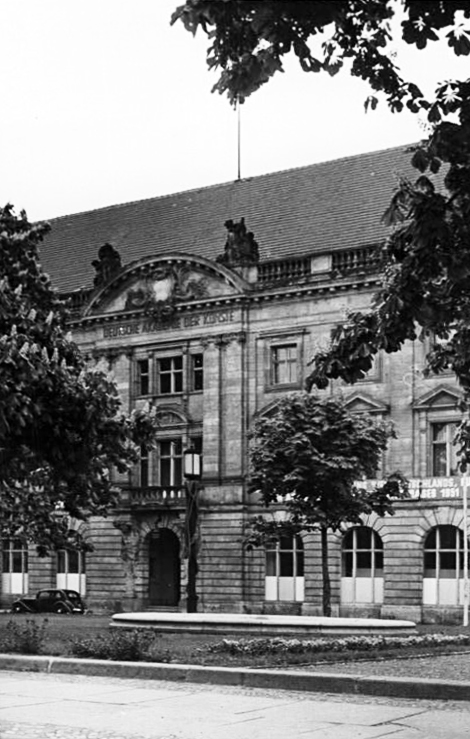
Deutsche Akademie der Künste 1951 in Berlin (Ost)

Bereits während des Studiums baute er Netzwerke zu linken Kulturschaffenden auf, die ihn später förderten. Von 1948 bis 1951 arbeitete er als freier Mitarbeiter in der von Jean Kurt Forest geleiteten Redaktion Unser Lied – unser Leben der Abteilung Volksmusik des Berliner Rundfunks. Außerdem leitete er einen FDJ-Chor. In dieser Zeit entwickelten sich auch seine politischen Ansichten. Der Komponist Andre Asriel, der mit ihm beim Rundfunk arbeitete, stellte ihn 1949 Hanns Eisler vor. Als Student vertonte er Bertolt Brechts Gedicht Die Legende von der Entstehung des Buches Taoteking auf dem Weg des Laotse in die Emigration. Nach seinem Diplom 1950 zog er nach Ost-Berlin und begann als zweiter Schüler von Eisler ein Meisterstudium für Komposition an der Deutschen Akademie der Künste, das er 1953 beendete. Über Eisler bemerkte er später: „Er wollte im Gegensatz zu anderen uns nicht seine Auffassung von Musik aufdrücken, sondern uns in unserer eigenen Entwicklung fördern.“ Von 1952 bis zu seinem Tod war er mit der Pianistin Inge Kochan, geborene Schulze, verheiratet, mit der er zwei Kinder hatte.

### Berufliche Anfänge
Auf Betreiben von Rektor Georg Knepler wurde er 1950 Dozent für Komposition und Tonsatz an der Deutschen Hochschule für Musik (seit 1964 Hochschule für Musik „Hanns Eisler“). Damit gehörte er neben Andre Asriel, Ruth Zechlin, Werner Scholz und Dieter Zechlin zu den jüngeren Pädagogen an der 1950 gegründeten Musikhochschule.
Wie auch andere Nachwuchskomponisten wurde er im Zuge der Formalismus-Realismus-Diskussion 1951 von der Kulturpolitik der DDR erheblich unter Druck gesetzt, sich vom „westlich-dekadenten Kunstbetrieb“ abzugrenzen. Dieser Umstand verzögerte seine eigene Entwicklung als Komponist. Mit dem Violinkonzert op. 1 (1952), das von Musikwissenschaftlern wie Georg Knepler und Eberhard Rebling sowie dem sowjetischen Komponisten Anatoli Nowikow außerordentlich gelobt wurde, begann er seine Karriere als Komponist. 1952 war er zusammen mit dem Musikredakteur Karl Laux Vertreter der Gesellschaft für Deutsch-Sowjetische Freundschaft beim Polnischen Musikfest in Warschau. 1953 gehörte er einer offiziellen Freundschaftsdelegation von DDR-Künstlern in der Sowjetunion an. Im selben Jahr trat der überzeugte Kommunist in die SED ein. Von 1955 bis 1963 war er Kandidat des Zentralrates der FDJ. Während der 1950er Jahre schrieb er etliche Jugend- und Massenlieder, die unter anderem den Weltfestspielen der Jugend und Studenten gewidmet waren. Seine Signale der Jugend (1951) wurden zu einem wichtigen Bestandteil des Liedgutes der FDJ.
Nach der Niederschlagung des Ungarischen Volksaufstandes 1956 und den Erkenntnissen aus dem XX. Parteitag der KPdSU dachte er kurzzeitig daran, die DDR in Richtung Westen zu verlassen, wurde dann aber von den Kulturfunktionären Georg Knepler und Nathan Notowicz umgestimmt. Er passte sich zunächst dem 1959 eingeschlagenen Bitterfelder Weg an. So sah er beispielsweise noch 1971 in der Musik des gleichaltrigen Komponisten Paul-Heinz Dittrich den „Klassenfeind“. 1961 wurde er von der Abteilung Kultur des Zentralkomitees der SED für die Aufnahme in die Sektion Musik der Deutschen Akademie der Künste vorgeschlagen, was allerdings vom Komponisten Paul Dessau verhindert wurde. Im gleichen Jahr unternahm Kochan eine Studienreise nach Kuba und wurde 1962 Mitglied des Freundschaftskomitees DDR-Japan der Liga für Völkerfreundschaft. Auf Einladung des Sowjetischen Komponistenverbandes reiste er 1964 mit dem Komponisten Ernst Hermann Meyer nach Moskau. Zu seinen kulturpolitischen Ambitionen sagte Kochan später: „Bei allen Schwierigkeiten bin ich immer meinen Weg gegangen, nicht aus egoistischen Erfolgsabsichten, sondern um meinen spezifischen Beitrag als Komponist, Genosse und Staatsbürger zu leisten.“
Rückblickend kritisierte er in einem Interview seine Tätigkeit als Filmkomponist für die DEFA in den 1950er und 1960er Jahren: „Ich hatte für die DEFA Filmmusiken geschrieben – schauderhaft. Ich bereue es noch heute, dass ich mich dazu breitschlagen ließ. Aber es waren eben gut bezahlte Angebote. Als junger Komponist möchte man sich auf vielen Gebieten versuchen.“

### Professur in Berlin
Ab Mitte der 1960er Jahre versuchte er zwischen der alten und neuen Komponistengeneration zu vermitteln. 1967 wurde er an der Hochschule für Musik „Hanns Eisler“ zum Professor ernannt. Ab 1968 leitete er an der Deutschen Akademie der Künste eine Meisterklasse für Komposition. 1972 übernahm er ebenfalls eine Meisterklasse an der Berliner Musikhochschule. 1973 erhielt er durch Unterstützung von Ernst Hermann Meyer, der ihn „für den begabtesten Komponisten der mittleren und jüngeren Generation“ hielt, eine ordentliche Professur in Berlin. Außerdem war er oft Dozent bei den 1974 gegründeten Geraer Ferienkursen für zeitgenössische Musik. Zu seinen heute bekanntesten Schülern gehörten die Komponisten Udo Zimmermann, Lothar Voigtländer und Friedrich Schenker. Als Kompositionslehrer wollte er nach eigenen Aussagen „nie meine Auffassung von Musik aufdrücken, sondern Entwicklungen fördern“. Kochan arbeitete ab 1985 im Lehrauftrag und wurde nach der Wende 1991 emeritiert.
Kochan erhielt viermal den Nationalpreis der DDR, wobei er den letzten zurückgab, und war von 1965 bis 1992 ordentliches Mitglied der Deutschen Akademie der Künste (ab 1972 Akademie der Künste der Deutschen Demokratischen Republik; ab 1990 Akademie der Künste zu Berlin). Ebendort war er von 1972 bis 1974 in der Nachfolge von Kurt Schwaen als Sekretär der Sektion Musik tätig. 1972 traf er mit anderen Kulturfunktionären auf sein musikalisches Vorbild Schostakowitsch, der Berlin besuchte. Darüber hinaus war er im Zentral- und Bezirksvorstand des Berliner Komponistenverbandes aktiv. Von 1977 bis 1982 war er unter dem Präsidenten Ernst Hermann Meyer Vizepräsident des Verbandes der Komponisten und Musikwissenschaftler der DDR.
Nach seinen ersten zwei Sinfonien und mehreren Vokalwerken wagte er sich 1971 an die Oper Karin Lenz heran, deren Uraufführung unter dem Dirigenten Heinz Fricke und dem Regisseur Erhard Fischer an der Deutschen Staatsoper in Berlin verwirklicht wurde. Zum 30. Jahrestag der DDR komponierte er das politische Oratorium Das Friedensfest oder Die Teilhabe (1979). In einem Interview von 1979 mit der Musikwissenschaftlerin Ursula Stürzbecher sagte er: „Die Probleme des Komponierens, die Frage also, wie man komponieren soll, sind in der ganzen Welt ähnlich. Es ist kein geographisches Problem, sondern eine Frage des weltanschaulichen Standortes.“

### Nach der Wiedervereinigung

Programmzettel zur postumen Uraufführung der 6. Sinfonie 2011

Kochan unterstützte im November 1989 einen offenen Brief von Komponisten an den Komponistenverband, der die jüngste Arbeit der Organisation selbstkritisch reflektierte. In den Eingangsworten hieß es: „Der Komponistenverband hat in den vergangenen Jahren […] spät, zögernd und taktierend auf gesellschaftspolitische Herausforderungen reagiert.“ Als Konsequenz riefen die Beteiligten zum Rücktritt des linientreuen Vorsitzenden Wolfgang Lesser auf.
Als sein „Hausorchester“ galt das Berliner Sinfonie-Orchester/BSO, das postum 2011 unter dem heutigen Namen Konzerthausorchester Berlin seine von 2003 bis 2006 fertiggestellte sechste Sinfonie zur Uraufführung brachte. Kochans Werke wurden jedoch nach der deutschen Einheit kaum noch aufgeführt, lediglich seine kammermusikalischen Werke fanden Gehör. Er lebte seit 1992 zurückgezogen in Hohen Neuendorf bei Berlin.
Günter Kochan starb 2009 nach längerer Krankheit in Neuruppin. Ein Teil seines Nachlasses befindet sich heute im Archiv für zeitgenössische Komponisten der Sächsischen Landesbibliothek – Staats- und Universitätsbibliothek Dresden.

## Bedeutung

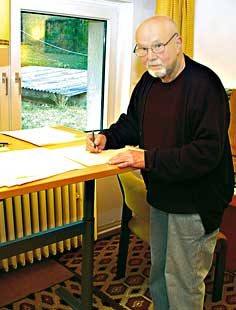
Günter Kochan

Günter Kochans Orchesterwerke wurden von den führenden Sinfonieorchestern der DDR wie den Staatskapellen Dresden und Berlin, den Rundfunk-Sinfonieorchestern Leipzig und Berlin und dem Berliner Sinfonieorchester uraufgeführt. Dabei arbeitete er mit namhaften Dirigenten zusammen, unter anderem mit Claus Peter Flor, Herbert Kegel, Kurt Masur und Kurt Sanderling.
Neben Siegfried Matthus war er einer der meistgespielten Komponisten in der DDR. Beispielsweise wurde beim wichtigsten Festival für zeitgenössische Musik in der DDR, der Musik-Biennale Berlin, von 1967 bis 1989 kein Komponist häufiger präsentiert als Günter Kochan. Seine Werke wurden nicht nur im sogenannten Ostblock (in Kuba, Polen, in der Tschechoslowakei und Sowjetunion), sondern auch im westeuropäischen Ausland aufgeführt, u. a. in der Bundesrepublik Deutschland, Österreich, Skandinavien, in Japan, in den Vereinigten Staaten und im Vereinigten Königreich. Nach Aussagen Kochans aus den 1970er Jahren wurde sein Violinkonzert ca. 40-mal, seine zweite Sinfonie ca. 25-mal gespielt und die Asche von Birkenau von insgesamt sieben Rundfunkstationen gesendet.
Nach Einschätzung des Berliner Musikjournalisten Stefan Amzoll avancierte Kochan „seit den 70er Jahren mit zu den ersten deutschen Komponisten seiner Generation“. Der aus Dresden stammende Musikwissenschaftler Friedbert Streller zählte ihn – wie auch Autoren von Musikhandbüchern und Feuilletonisten deutscher Leitmedien – „zu den führenden Komponisten der DDR“. Der Zeit-Feuilletonist Heinz Josef Herbort rechnete insbesondere „seine Solokonzerte wie seine Sinfonien […] zum Besten, das die DD-Republik draußen vertreten konnte“. Die Asche von Birkenau wiederum gehört zu den ersten ostdeutschen Kompositionen, die sich mit dem Holocaust auseinandersetzten. Einige seiner Kammermusikwerke wurden für renommierte Interpreten wie das Gewandhaus-Quartett, den Pianisten Dieter Zechlin und den Blockflötisten Markus Zahnhausen geschrieben.
Dem Leipziger Musikwissenschaftler Werner Wolf zufolge war Kochan „nie ein Vermarkter seiner Musik“. Vor allem aber galt seine Musik nach der Wende als politisch belastet.

## Tonsprache
Günter Kochan gehörte zur mittleren Komponistengeneration der DDR, neben Gerhard Rosenfeld, Siegfried Thiele, Gerhard Tittel, Manfred Schubert, Manfred Grabs, Hans Jürgen Wenzel und Tilo Medek. Aber wie auch Ruth Zechlin begann er anders als die zuvorgenannten bereits direkt nach Kriegsende zu komponieren. Er orientierte sich an traditionellen Formmodellen, bezog aber gelegentlich auch Verfahren der Zwölfton-Reihentechnik ein. In der Musikszene der DDR nahm Kochan deshalb einen Platz zwischen Sozialistischem Realismus und musikalischer Avantgarde ein.
Seine erste gültige Komposition, das erste Violinkonzert, ist noch sehr traditionsgebunden und steht Johannes Brahms nahe. Doch Kochan entwickelte schon bald einen recht eigenständigen Stil, der zunächst von seinen Vorbildern Paul Hindemith und Béla Bartók ausging. Er komponierte in einem neoklassischen, virtuosen Stil, der auf einer stark erweiterten Tonalität beruht. Die strenge serielle Ausrichtung hingegen, die auf den Darmstädter Ferienkursen propagiert wurde, missfiel ihm. Nicht Boulez, Messiaen oder Varèse wurden von Kochan musikalisch geschätzt, sondern der gemäßigte polnische Komponist Witold Lutosławski, der auch in der DDR viel Beachtung fand.
Der Dresdner Musikwissenschaftler Dieter Härtwig bescheinigte Kochans Werken eine „Neigung zu spielerischer Gelöstheit, zu Heiterkeit und Optimismus“. Nach einem Konzert beim Warschauer Herbst 1959 verglich der westdeutsche Musiktheoretiker Diether de la Motte Kochans Musik kritisch mit der „Polnischen Schule“:

„Auffallend bei […] Kochan […] der Wille zur Heiterkeit, das Bestreben, zu ergötzen, ohne an die Konzentration des Hörers besondere Anforderungen zu stellen. ‚Heitere Musik‘, ‚lustige Variationen‘ und ähnliche hießen diese zwischen Bach und Mozart stehenden, sich nur gelegentlich bis zu Hindemith vorwagenden Klangspiele. Interessanter die ältere polnische Komponistengeneration, die sich mit westeuropäischen Einflüssen auseinandersetzt.“

In den 1950er Jahren lernte er die Sinfonien und Streichquartette Schostakowitschs und Prokofjews kennen, die ihn stark beeinflussten. Seine Tonsprache wurde in der Folge rauer, schroffer und intensiver. Kochan löste sich allmählich vom Neoklassizismus und bezog immer stärker auch neuere Kompositionstechniken mit ein, u. a. Dodekaphonie. Mit Kompositionen wie der Kantate Die Asche von Birkenau (1965) nach einem Text von Stephan Hermlin, der Auschwitz zum Thema hat, und der 2. Sinfonie (1968) erreichte er seinen reifen Stil. Ein besonderes Markenzeichen seiner vitalen, kraftvollen und ausdrucksstarken Musik sind kernige, ungestüme Schlagzeugpassagen.
Seine Werke der folgenden Jahrzehnte basieren trotz der Erweiterung seiner Kompositionstechniken mit Aleatorik oder Serialismus im Wesentlichen auf dem Niveau dieser Werke. Mit der konsequenten Abkehr von tonalen Bezugsmustern und neoklassischen Tendenzen seines Schülers Friedrich Schenker konnte er sich nicht mehr anfreunden. Kochan selbst sah seinen Unterricht bei Hanns Eisler als ungemein wichtig an. Besonders seine Haltung in Bezug auf das Verhältnis von Musik und Gesellschaft wurde von Eisler entscheidend geprägt. So verlor Kochan nie den Zuhörer aus den Augen, seine Musik sollte trotz aller Modernität verständlich bleiben.
Der Kulturjournalist Erik Buchheister schrieb Kochans Musik einen „appellativen Charakter“ mit humanistischen Zügen eines Karl Amadeus Hartmann zu.

## Schüler
- Meisterschüler (Akademie der Künste):[30] Udo Zimmermann (1968–1970), Nikolai Badinski (1969–1970), Lothar Voigtländer (1970–1973), Jürgen Kies (1981) und Reinhard Wolschina (1982–1984).
- Meisterschüler (Musikhochschule): Wolfgang Stendel (1972–1974), Michael Stöckigt (1973–1979), Frank-Volker Eichhorn (1974–1978) und Karl-Heinz Duschl (1981–1983).
- Weitere Schüler: Peter Aderhold, Hans Boll, Jürgen Buttkewitz, Gunther Erdmann, Siegmund Goldhammer, Günter Hauk, Helge Jung, Margaret J. Kartomi, Hermann Keller, Peter Langhof, Burkhard Meier, Martin Rosengarten, Friedrich Schenker und Gerhard Tittel.

## Auszeichnungen
- 1950: Kompositionspreis beim Deutschlandtreffen der Jugend für Frieden und Völkerfreundschaft in Berlin (gemeinsam mit Andre Asriel für die Friedenskantate der Jugend)
- 1953: Dritter Preis bei den Weltfestspielen der Jugend und Studenten in Bukarest, Rumänien (für sein Konzert für Violine und Orchester)
- 1954: Kompositionspreis beim Deutschlandtreffen der Jugend für Frieden und Völkerfreundschaft in Berlin (für In Bamberg, hinter dem Hügel)
- 1955: Dritter Preis bei den Weltfestspielen der Jugend und Studenten in Warschau, Polen (für Gruß an Warschau)
- 1957: Erich-Weinert-Medaille (= Kunstpreis der FDJ)
- 1958: Ernst-Zinna-Preis der Stadt Berlin
- 1959: Nationalpreis der DDR für Kunst und Literatur, 2. Klasse im Kollektiv Rügenfestspiele (gemeinsam mit Kurt Barthel und Hanns Anselm Perten für die Störtebeker-Ballade)[69]
- 1959: Kunstpreis der DDR
- 1960: Ehrenzeichen des Weltbundes der Demokratischen Jugend
- 1964: Nationalpreis der DDR für Kunst und Literatur, 3. Klasse[70]
- 1965: „Sonnentor über Achat und Amethyst“, Kompositionspreis der Vereinigung für künstlerische Beziehungen Amerikas (ARCA) in Montevideo, Uruguay
- 1966: Kunstpreis des FDGB für Musik
- 1973: Goethepreis der Stadt Berlin
- 1974: Vaterländischer Verdienstorden in Silber
- 1975: Kunstpreis des FDGB für Musik[71]
- 1978: Erster Kompositionspreis beim Third International Tuba-Euphonium Symposium-Workshop der International Tuba-Euphonium Association (ITEA) an der University of Southern California in Los Angeles, USA (für Sieben Miniaturen)
- 1979: Nationalpreis der DDR für Kunst und Literatur, 1. Klasse[72] (In Würdigung seines kompositorischen Schaffens)
- 1982: Kunstpreis der Gesellschaft für Deutsch-Sowjetische Freundschaft
- 1987: Nationalpreis der DDR für Kunst und Literatur, 1. Klasse[73] (In Würdigung seines kompositorischen Schaffens)

## Schriften
- Geht in die Betriebe! In: Musik und Gesellschaft, 1 (1951), S. 49–50.
- Diskussion mit Hörern. In: Musik und Gesellschaft, 13 (1963), S. 405–406.
- Mitgestalter der großen Sache. In: Musik und Gesellschaft, 19 (1969), S. 38–39. (= Ulrich Dibelius (Hrsg.): Neue Musik im geteilten Deutschland. Band 2: Dokumente aus den sechziger Jahren. Henschel, Berlin 1995, ISBN 3-89487-224-1, S. 80–81)
- Nicht die Technik ist das Entscheidende. In: Beiträge zur Musikwissenschaft, 4 (1976), S. 345–346. (= Ulrich Dibelius (Hrsg.): Neue Musik im geteilten Deutschland. Band 3: Dokumente aus den siebziger Jahren. Henschel, Berlin 1997, ISBN 3-89487-248-9, S. 68)

## Diskografie (Auswahl)
- Sieben Miniaturen für vier Tuben, Jim Self (Tuba), Summit Records, 1995.
- Musik in der DDR Vol. 1: Musik für Orchester Nr. 2. Berliner Sinfonie-Orchester, Kurt Sanderling (Ltg.). Edel Berlin Classics, 1995.
- Musik in der DDR Vol. 2: Die Asche von Birkenau. Annelies Burmeister (Alt), Rundfunk-Sinfonieorchester Berlin, Kurt Masur (Ltg.), 1967. Edel Berlin Classics, 1995.
- Zeitgenossen Ost – Orchesterwerke: Konzert für Klavier und Orchester op. 16. Dieter Zechlin (Klavier), Rundfunk-Sinfonieorchester Leipzig, Herbert Kegel (Ltg.), 1959; Violinkonzert, Egon Morbitzer (Violine), Staatskapelle Berlin, Friedrich Goldmann (Ltg.), 1982; Sinfonie Nr. 5, Berliner Sinfonie-Orchester, Claus Peter Flor (Ltg.), 1987. Hastedt, 1997.
- Sinfonien: Sinfonie Nr. 4. Berliner Sinfonie-Orchester, Claus Peter Flor (Ltg.), 1987, Edel Berlin Classics, 2000.
- Musik in Deutschland – Sinfonische Musik: Sinfonie Nr. 5. Berliner Sinfonie-Orchester, Claus Peter Flor (Ltg.). RCA Red Seal/BMG Classics, 2000.
- Musik in Deutschland – Musik für Film und Fernsehen: Italienisches Capriccio. Estradenorchester des Deutschlandsenders, Werner Krumbein (Ltg.). RCA Red Seal/BMG Classics, 2001.
- Neue Musik für Blockflöte, Vol. 7: Musik für Altblockflöte und Cembalo. Markus Bartholomé (Altblockflöte), Andreas Skouras (Cembalo). Cadenza/Bayer Records, 2002.
- Musik in Deutschland – Sologesang mit Orchester: Die Asche von Birkenau. Annelies Burmeister (Alt), Rundfunk-Sinfonieorchester Berlin, Wolf-Dieter Hauschild (Ltg.). 1975; RCA Red Seal/BMG Classics, 2006.
- Musik der Zeit 30 – Werke II: Die Asche von Birkenau. Annelies Burmeister (Alt), Rundfunk-Sinfonieorchester Leipzig, Herbert Kegel (Ltg.), 1975; Sonate für Viola und Klavier, Alfred Lipka (Viola), Dieter Zechlin (Klavier), 1988; Konzert für Violine und Orchester, Günter Glaß (Violine), Rundfunk-Sinfonieorchester Leipzig, Adolf Fritz Guhl (Ltg.), 1976; Musik für Orchester Nr. 2, Robert-Schumann-Philharmonie Chemnitz, Dieter-Gerhardt Worm (Ltg.), 1989. Hastedt, 2007.
- 1960 wurde vom Hinstorff Verlag auch ein Tonträger bzgl. Klaus Störtebeker mit der Musik von Günter Kochan veröffentlicht.[74]

### Sammelbände
- Günter Kochan. In: Akademie der Künste der Deutschen Demokratischen Republik (Hrsg.): Handbuch 1982–1986. Henschel Verlag, Berlin 1988, S. 137 ff.
- Bernd-Rainer Barth: Kochan, Günter. In: Wer war wer in der DDR? 5. Ausgabe. Band 1. Ch. Links, Berlin 2010, ISBN 978-3-86153-561-4.
- Günter Kochan. In: Klaus Börner: Handbuch der Klavierliteratur zu vier Händen an einem Instrument. Atlantis Musikbuch-Verlag, Zürich/Mainz 2005, ISBN 3-254-00265-2, S. 245.
- Dietrich Brennecke: Günter Kochan. In: Dietrich Brennecke, Hannelore Gerlach, Mathias Hansen (Hrsg.): Musiker in unserer Zeit. Mitglieder der Sektion Musik der Akademie der Künste der DDR. Deutscher Verlag für Musik, Leipzig 1979, S. 151 ff.
- Kochan, Günter. In: Wilhelm Buschkötter, Hansjürgen Schaefer: Handbuch der internationalen Konzertliteratur. Instrumental- und Vokalmusik [Manual of international concert literature]. 2. überarbeitete und erweiterte Auflage. de Gruyter, Berlin/New York 1996, ISBN 3-11-013905-7, S. 476 f.
- Kochan, Günter. In: Carl Dahlhaus, Hans Heinrich Eggebrecht, Kurt Oehl (Hrsg.): Brockhaus-Riemann Musiklexikon. CD-ROM. Directmedia Publishing, Berlin 2004, ISBN 3-89853-438-3, S. 5498.
- Kochan, Günter. In: Herrmann A. L. Degener, Walter Habel (Hrsg.): Wer ist wer? Das deutsche Who’s Who 2000/2001. 39. Ausgabe. Schmidt-Römhild, Lübeck 2000, ISBN 978-3-7950-2029-3, S. 749.
- Annette Thein: Kochan, Günter. In: Ludwig Finscher (Hrsg.): Musik in Geschichte und Gegenwart (MGG). Band 2. Bärenreiter, Kassel [u. a.] 1996, S. 379–380.
- Günter Kochan. In: Peter Hollfelder: Geschichte der Klaviermusik. Band 1. Noetzel, Wilhelmshaven 1989, ISBN 3-7959-0436-6, S. 323–324.
- Hans-Joachim Kynaß: Günter Kochan. Verband Deutscher Komponisten und Musikwissenschaftler, Musikinformationszentrum, Berlin 1967.
- Günter Kochan. In: Sigrid Neef (mit Hermann Neef): Deutsche Oper im 20. Jahrhundert. DDR 1949–1989. Lang, Berlin 1992, ISBN 3-86032-011-4, S. 257–260.
- Günter Kochan. In: Christoph Rueger (Hrsg.): Konzertbuch. Klaviermusik A–Z. Deutscher Verlag für Musik, Leipzig 1988, S. 397.
- Günter Kochan. In: Verband der Komponisten und Musikwissenschaftler der DDR (Hrsg.): Komponisten und Musikwissenschaftler der Deutschen Demokratischen Republik. Kurzbiographien und Werkverzeichnisse. Verlag Neue Musik, Berlin 1959, S. 97 ff.

### Aufsätze und Einzelstudien
- Traude Ebert-Obermeier: Orchestervariationen von Günter Kochan. In: Heinz Alfred Brockhaus (Hrsg.): Sammelbände zur Musikgeschichte der Deutschen Demokratischen Republik. Band 4, Berlin 1975, S. 272–298.
- Hannelore Gerlach: Fünf Sätze für Streichorchester von Günter Kochan. In: Musik und Gesellschaft, 1972, Heft 22, S. 2–7.
- Hannelore Gerlach: Die Analyse. Mendelssohn-Variationen für Klavier und Orchester. In: Musik und Gesellschaft, 24 (1974), S. 86–90.
- Wolfgang Hiller: Günter Kochan zum 50. Geburtstag. In: Musik und Gesellschaft, 30 (1980) 10, S. 616–618.
- Udo Klement: Oratorium „Das Friedensfest oder die Teilhabe“ von Günter Kochan. In: Musik und Gesellschaft, 31 (1981), S. 213–216.
- Eberhard Kneipel: Die Sinfonik Kochans. Anmerkungen zum sozialistischen Realismus im Musikschaffen der DDR. In: Wissenschaftliche Zeitschrift der Friedrich-Schiller-Unlversitat Jena, 23 (1974), S. 519–530.
- Hans-Peter Müller: Revision mit Konsequenz (die 2 Fassungen der Sinfonie mit Chor). In: Musik und Gesellschaft, 16 (1966), S. 263–267.
- Hans-Peter Müller: „Die Asche von Birkenau“ zu Günter Kochans neuer Solo-Kantate. In: Musik und Gesellschaft, 16 (1966), S. 553–462.
- Hans-Peter Müller: „… die Zeit, die wir begannen einzuleiten“. Betrachtungen zum Schaffen Günter Kochans und zu seiner III. Sinfonie. In: Musik und Gesellschaft, 24 (1974), S. 596–603.
- Eberhard Rebling: Das Violinkonzert von Günter Kochan. In: Musik und Gesellschaft, 3 (1953), S. 4–7.
- Lutz Riechelmann: Musik zu einer neuen Form des Volkstheaters Rügenfestspiele. In: Musik und Gesellschaft, 9 (1959), S. 541 ff.
- Hansjürgen Schaefer: Konzert für Klavier und Orchester op. 16 von Günter Kochan. In: Musik und Gesellschaft, 9 (1959), S. 278–281.
- Alexander Abusch (Vorwort), Hans-Joachim Theil (Red.): Klaus Störtebeker dramatische Ballade. Rügenfestspiele 1959 unter der Schirmherrschaft des Ministers für Kultur der Deutschen Demokratischen Republik. Röder, Leipzig 1959. (Nachweis beim Deutschen Historischen Museum).
- Hansjürgen Schaefer: Reichtum der Gedanken und Empfindungen. Bemerkungen zu Günter Kochans Sinfonietta 1960. In: Musik und Gesellschaft, 12 (1962), S. 286–289.
- Hansjürgen Schaefer: Vergangenes im Heute bewältigt (Günter Kochans erste Oper). In: Musik und Gesellschaft, 21 (1971), S. 763–768.
- Hansjürgen Schaefer: Mit Ernsthaftigkeit und Konfliktbewußtsein. Günter Kochan: Sinfonie Nr. 5. In: Musik und Gesellschaft, 38 (1988), S. 375.
- Frank Schneider: Günter Kochan – II. Sinfonie (Analyse). In: Heinz Alfred Brockhaus (Hrsg.): Sammelbände zur Musikgeschichte der Deutschen Demokratischen Republik. Band 1. Berlin 1969, S. 180 ff.
- Friedbert Streller: Günter Kochan (1930–2009). Komponist. In: Mitteldeutsches Jahrbuch, 16 (2009), S. 256–257.
- Werner Wolf: Großartiges „Konzert für Orchester“ von Günter Kochan. In: Musik und Gesellschaft, 13 (1963), S. 40–42.
- Werner Wolf: Sinfonie für großes Orchester mit Chor. In: Musik und Gesellschaft, 14 (1964), S. 143–146.

### Interviews und Gespräche
- Das Publikum und die Neue Musik. Interview mit Günter Kochan [Auszug]. In: Gisela Rüß (Hrsg.): Dokumente zur Kunst-, Literatur- und Kulturpolitik der SED. 1971–1974. Seewald, Stuttgart 1976, ISBN 3-512-00389-3, S. 358–361.
- Verschiedene Beiträge (Interviews). In: Arbeitsheft der Akademie der Künste der DDR Forum: Musik in der DDR. Komponisten-Werkstatt, Berlin 1973, Heft 13, S. 13 f., 19 ff., 119, 142 f.
- Hanns Eisler – Leitbild heutiger Komponistengenerationen. Gespräch mit Günter Kochan. In: Musik und Gesellschaft, 1986, Heft 36, S. 17–19.
- Aus Gesprächen mit Günter Kochan. In: Sinn und Form, 1985, Heft 37, S. 323–335.
- Werkstattgespräch mit Günter Kochan. Zum 20. Jahrestag der DDR. In: Musik und Gesellschaft, 1969, Heft 19, S. 438–441.
- Günter Kochan im Gespräch mit Ursula Stürzbecher. In: Ursula Stürzbecher: Komponisten in der DDR. 17 Gespräche. Gerstenberg, Hildesheim 1979, ISBN 3-8067-0803-7, S. 194–217.